# Ꙡ
La tse invertida (Ꙡ ꙡ; cursiva: Ꙡ ꙡ) es una letra del alfabeto cirílico, que representa una tse (Ц ц Ц ц).
Se usó en el alfabeto del dialecto de Nóvgorod antiguo, junto con otras letras invertidas. Es un alógrafo de Tse y denota el mismo sonido.

## Códigos informáticos
| Carácter      | Ꙡ                                      | Ꙡ                                      | ꙡ                                      | ꙡ                                      |
| ------------- | -------------------------------------- | -------------------------------------- | -------------------------------------- | -------------------------------------- |
| Unicode       | LETRA MAYÚSCULA CIRÍLICA TSE INVERSADA | LETRA MAYÚSCULA CIRÍLICA TSE INVERSADA | LETRA MINÚSCULA CIRÍLICA TSE INVERSADA | LETRA MINÚSCULA CIRÍLICA TSE INVERSADA |
| Codificación  | decimal                                | hex                                    | decimal                                | hex                                    |
| Unicode       | 42592                                  | U+A660                                 | 42593                                  | U+A661                                 |
| UTF-8         | 234 153 160                            | EA 99 A0                               | 234 153 161                            | EA 99 A1                               |
| Ref. numérica | &#42592;                               | &#xA660;                               | &#42593;                               | &#xA661;                               |